# Alianza de Saneamiento Sostenible
La Alianza de Saneamiento Sostenible (SuSanA) es una red informal en la que organizaciones, socios y particulares que están "trabajando en la misma línea para lograr un saneamiento sostenible"
SuSanA no es una organización no gubernamental, no tiene estructura legal y no cobra cuotas de membresía.

## Historia
La alianza comenzó su trabajo en 2007, un año antes del Año Internacional del Saneamiento de las Naciones Unidas en 2008. La intención de crear SuSanA era tener una etiqueta conjunta para las actividades planificadas para 2008 y alinear las diversas organizaciones para futuras iniciativas.
La secretaría de SuSanA está financiada por el Ministerio de Cooperación Económica y Desarrollo de Alemania que encargó a la Sociedad Alemana de Cooperación Internacional (GIZ) para esta tarea. Entre 2012 y 2018, la Fundación Bill y Melinda Gates proporcionó cofinanciamiento para el Foro de discusión en línea, la base de datos del proyecto, la edición de Wikipedia y otras mejoras al sitio web de SuSanA. CAWST codirige el grupo de trabajo sobre desarrollo de capacidades de la Alianza de Saneamiento Sostenible.
La Alianza de Saneamiento Sostenible se ha propuesto ayudar a alcanzar el objetivo Objetivo de Desarrollo Sostenible 6 (ODS 6) que incluye las metas 6.2 y 6.3. Organizaciones globales como Oxfam, UNICEF, WaterAid y muchas organizaciones no gubernamentales pequeñas, así como universidades, centros de investigación, empresas privadas, entidades gubernamentales, etc., forman parte de SuSanA y están dedicadas a alcanzar el ODS 6.

## Estructura

### Miembros individuales
Son más de 15 000 los miembros individuales que pueden formar parte de los foros de discusión, grupos de trabajo, atender las reuniones de SuSanA y formar parte en procesos sobre la dirección de la alianza.

### Organizaciones asociadas
Más de 400 organizaciones asociadas que aportan donaciones, espónsores, miembros nuevos, materiales o algún otro apoyo.

### Grupos de trabajo
Alianza de Saneamiento Sostenible tiene trece grupos de trabajo temáticos que cubren áreas de saneamiento sostenible donde se requiere un trabajo conceptual y de gestión del conocimiento:
- Desarrollo de capacidades.
- El desarrollo del mercado.
- Energías renovables y cambio climático.
- Sistemas de saneamiento, opciones tecnológicas, higiene y salud, incluido el lavado de manos.
- Sistemas de seguridad alimentaria y saneamiento productivo (reutilización de excretas).
- Ciudades y planificación.
- Comunidad, rural y escolar (con aspectos sociales y de género): incluye saneamiento total dirigido por la comunidad.
- Situaciones de emergencia y reconstrucción (saneamiento de emergencia).
- Sensibilización pública, promoción y participación de la sociedad civil.
- Operación y mantenimiento.
- Protección del agua subterránea: incluye problemas de contaminación de aguas subterráneas.
- Agua, saneamiento e higiene (WASH) y nutrición: incluye cuestiones sobre desnutrición.
- Cambio de comportamiento.

### Grupo central
Se centra en las decisiones operativas, sugerir políticas estratégicas y planes. Está conformado por los líderes y colíderes de los grupos de trabajo, miembros de la secretaría, coordinadores regionales y voluntarios de la red.

### Comité directivo interino
Su propósito primario es supervisar la transición de la actual estructura y arreglos de SuSanA a sus versiones futuras. Asumió la responsabilidad en la toma de decisiones del Change Management Task Force (CMTF), el cual se disolvió con la creación del comité interino y este a su vez lo hará con el establecimiento del comité global. Está conformado por cuatro individuos seleccionados por la CMTF y son Susmita Sinha, Hiba Abu Al Rob, Alejandra Burchard-Levine y Christoph Luethi.

### Comité Directivo Global
Está delegado por miembros individuales para transformar aún más SuSanA de su versión actual a una "SuSanA 2.0" y gobernarla entre períodos de elecciones trienales. Es el principal órgano de toma de decisiones y gobernanza durante esos tres años. Dentro de este comité se podría formar un pequeño ejecutivo para tomar decisiones más ágiles y que generalmente no sean de alta repercusión. Sus responsabilidades son definidas por el resto del directivo y sus decisiones pueden ser revisadas. Las posiciones del comité son voluntarias, no pagadas y se espera que cada directivo dedique de tres a cuatro horas al mes.
Está conformado por representantes electos regionales y representantes de la organización anfitriona. Los regionales son elegidos por los miembros registrados de cada región (Europa y Asia Central, Asia Oriental y el Pacífico, África subsahariana, Oriente Próximo y el norte de África, Latinoamérica y el Caribe, América del norte y Asia meridional) y pueden servir por un máximo de dos períodos de tres años pudiendo reelegirse solo una vez.

### Secretaría
La secretaría es implementada por el programa sectorial "Política Hídrica: Innovaciones para la Resiliencia" de Deutsche Gesellschaft für Internationale Zusammenarbeit (GIZ) el cual es comisionado por el Ministerio de Cooperación Económica y Desarrollo alemán. Al asumir las tareas de la secretaría, el GIZ actúa por su propia responsabilidad y no lo hace en nombre de miembros o socios ni tiene responsabilidad en las contribuciones de estos.